# Kiriakos Karataidis
Kiriakos Karataidis (greacă Κυριάκος Καραταΐδης; n. 4 iulie 1965) este un fost fotbalist internațional grec. El a petrecut 13 la Olympiacos, evoluând în aproape 400 de meciuri pentru club în toate competițiile, și devenind de 5 ori consecutiv campion al Greciei. De asemenea, Karaitidis a jucat 34 de meciuri la echipa națională de fotbal a Greciei între 1990 și 1998,,reprezentând naționala la Campionatul Mondial de Fotbal 1994.